# Korinth
Korinth (griechisch Κόρινθος Kórinthos [ˈkɔrinθɔs] (f. sg.)) ist eine griechische Stadt mit über 30.000 Einwohnern (2011) am Isthmus von Korinth, also dem Isthmus, einer Landenge, welche die Peloponnes und das griechische Festland verbindet. Westlich dieser Landenge befindet sich der Golf von Korinth und östlich davon der Saronische Golf. Die antike Stadt Korinth liegt etwa 6 km südwestlich des Stadtzentrums der heutigen Stadt. Korinth ist nach Patras und Kalamata die drittgrößte Stadt der Peloponnes und war bis 2010 Verwaltungssitz der Präfektur Korinthia (Κορινθία Korinthía). Die Stadt wird von der Küstenebene Vocha im Westen, den Gerania-Bergen im Osten, und den Oneia-Bergen im Süden umgeben. Erdbeben haben die Stadt wiederholt zerstört.
Korinth liegt etwa 70 km westlich von Athen. Der Isthmus wurde in der Antike mit Schiffen überquert, indem sie auf Schiffskarren in vorgefertigten Spurrillen über die felsige Landenge geschleppt wurden. Die Trasse dazu ist unter dem Namen Diolkos bekannt. Seit Ende des 19. Jahrhunderts befindet sich hier jedoch der Kanal von Korinth.

## Geschichte
Im Achaiischen Krieg wurde das alte Korinth 146 v. Chr. zerstört, aber danach wieder aufgebaut.
Am 21. Februar 1858 wurde das alte Korinth durch ein Erdbeben zerstört und danach im selben Jahr sechs Kilometer nordöstlich die neue Stadt gegründet. Nachdem man die Planungen abgeschlossen hatte, errichtete man zunächst provisorische Baracken, in denen die Behörden untergebracht wurden. In den folgenden Jahren wurden fast 400 Häuser, in die viele Einwohner Altkorinths nach anfänglichem Zögern einzogen, errichtet.
2010 wurden die Nachbargemeinden Assos-Lecheo, Saronikos, Solygia und Tenea nach Korinth eingemeindet; die Fläche der Gemeinde wurde so versechsfacht, die Einwohnerzahl nahezu verdoppelt.

## Infrastruktur

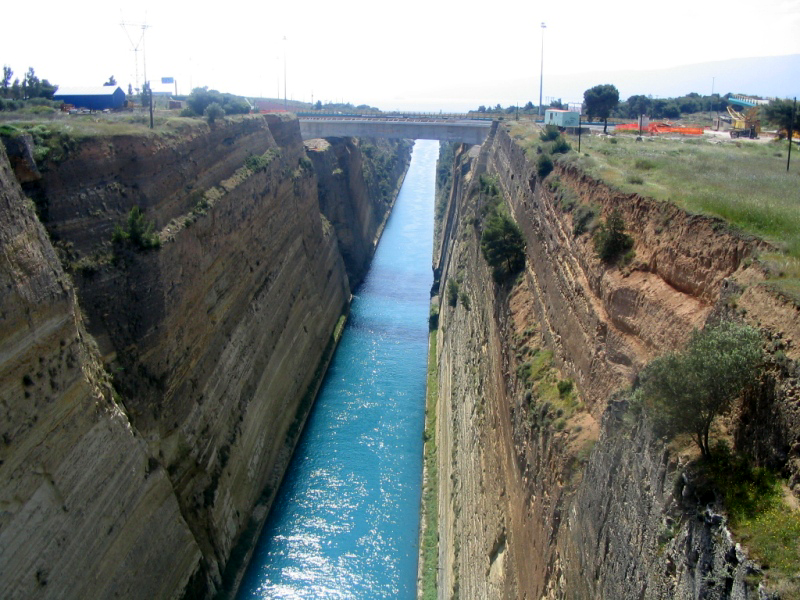
Der Kanal von Korinth

Während sich die Bedeutung des Kanals von Korinth für die Schifffahrt mittlerweile fast ausschließlich auf den Tourismus beschränkt, so ist die Bedeutung für die Landverkehrsmittel angestiegen. Mitte der 1990er Jahre wurde die Autobahn auf die Peloponnes ausgebaut, seither gibt es auch das Autobahndreieck Korinth-West mit der Gabelung nach Patras (A8) und Sparta/Tripolis A7.
Korinth erhielt 1885 mit der meterspurigen Bahnstrecke Piräus–Patras Anschluss an die Eisenbahn. 1886 ging dann auch der erste Abschnitt der Bahnstrecke Korinth–Kalamata in Betrieb. Diese schmalspurigen Bahnen sind inzwischen stillgelegt. Richtung Athen wurde der Bahnverkehr auf eine normalspurige Neubaustrecke, die entlang der Autobahn verläuft, verlagert. Diese wurde 2010 in westliche Richtung bis Kiato verlängert und wird derzeit von der Athener S-Bahn befahren. An einer Verlängerung der Trasse bis Patras wird gebaut. Wenn das fertiggestellt ist, soll hier auch Fernverkehr stattfinden.

## Sport
2013 fanden zum ersten Mal die Dreiband-Weltmeisterschaft der Junioren und der Dreiband-Weltcup statt. Gespendet und organisiert hatte dies der Reeder und passionierte Billardspieler Thanos Athanasiou, der auch selber am Weltcup teilnahm. Ausgetragen wurden beide Turniere im Freizeitpark „The Ranch“.

## Persönlichkeiten

### Hier geboren
- George Kollias (* 1977), Musiker
- Anastasios Bakasetas (* 1993), Fußballspieler
- Andonis Merlos (* 1999), Hochspringer

## Partnerstadt
- Abilene, Texas, USA
- Jagodina, Serbien
- Lugoj, Banat, Rumänien, seit 2012[4]
- Syrakus, Sizilien, Italien